# Saw IV
Saw IV är en kanadensisk-amerikansk skräck/thriller och uppföljare till Saw III, regisserad av Darren Lynn Bousman. Manuset skrevs av Patrick Melton, Marcus Dunstan och Thomas Fenton och är den första filmen i Saw-serien som inte är skriven av Leigh Whannell. I huvudrollerna syns Tobin Bell, Scott Patterson, Costas Mandylor, Betsy Russell och Lyriq Bent. Filmen hade biopremiär i Nordamerika den 26 oktober 2007 och är den fjärde av de sju filmerna i serien.
I Saw IV fortsätter historien om Jigsaw och hans besatthet att lära folk "värdet av deras egna liv". Trots att Jigsaw dödades i seriens föregående film fokuserar filmen på hans förmåga att manipulera människor till att fortsätta det arbete han påbörjat, med att fånga människor i olika "spel".

## Handling
Under Jigsaws/John Kramers obduktion finner läkarna en kassett skyddad av ett lager vax i dennes mage. Mark Hoffman anländer till bårhuset och får veta att även han kommer att "testas". Filmen skiftar till ett mausoleum, där två personer, Trevor och Art, ligger fastkedjade i nacken till en stor vinsch. Trevors ögonlock har sytts ihop, tillika Arts mun, vilket gör en konversation mellan de två omöjlig. När vinschen börjar dra dem samman anfaller Trevor Art, och Art dödar honom för att få tag i en nyckel för att frigöra sig.
Fyra dagar efter Allison Kerrys död, hittar polisen hennes kropp. På plats presenteras Hoffman för två nyanlända FBI-agenter, Peter Strahm och Lindsey Perez, som Kerry tidigare hade kontaktat efter att ha skickat hem Daniel Rigg. Strahm kommer snabbt på att det måste finnas en till medhjälpare till mordet, då Amanda – Kramers skyddsling sedan Saw II – inte ensam kunde ha lyft upp Kerry i dödsmaskinen, och Jigsaw försvagats så pass av cancer att han inte heller kunnat göra det. Hoffman uttrycker sin misstro över Strahms resonemang. Strahm blir snart misstänksam över Rigg, som tror att Eric Matthews fortfarande är vid liv. Samma kväll blir Daniel Rigg anfallen i sitt eget hem och får senare, via ett videoband, reda på att Matthews faktiskt fortfarande lever och att han själv och Hoffman har nittio minuter på sig att rädda sig själva. Rigg måste gå igenom ett flertal "prövningar" för att upptäcka "vad det verkligen betyder att rädda ett liv".
Rigg räddar Brenda i sitt första test, men tvingas döda henne när hon plötsligt anfaller honom. Brenda har fått veta att Rigg är där för att arrestera henne och att hon måste döda honom för att slippa fängelset. Rigg tar sig till ett motell där han tvingar motellets ägare, Ivan, som visar sig vara en våldtäktsman med flera våldtäkter bakom sig, att spänna sig fast i en fälla där han får välja mellan att aktivera två isyxor som kommer hugga honom i ögat, eller bli sliten i bitar av hydrauliska maskiner när tiden är ute. Ivan hinner aktivera en isyxa, men tiden rinner ut innan han hinner aktivera den andra, och han dör.
Riggs nästa prövning tar plats i en skola där Rigg en gång angrep en man vid namn Rex, som han misstänkte misshandlade sin fru Morgan och dotter Jane. I ett av klassrummen upptäcker Rigg samma äkta par spetsade rygg mot rygg med långa järnstänger. Rex är död och Morgan har tagit bort alla stänger utom en och Rigg drar ut den sista stången, ger henne nyckeln till det system av remmar som håller henne i luften och lämnar platsen. På vägen ut aktiverar han brandlarmet så att kvinnan senare kommer att få hjälp. Strahm och Perez undersöker varje testscen och förhör också Jill Tuck, Kramers före detta fru. När de var gifta med varandra var hon gravid med hans barn, som skulle döpts till Gideon. Jigsaws docka var till en början menad som leksak till Gideon. Tuck fick dock missfall när drogmissbrukaren Cecil Adams rånade Tucks klinik. Agenterna får också reda på att motellrummet var uthyrt till Art Blank, som två veckor tidigare försvunnit, och att de själva står på tur som Jigsaws måltavlor.
Under Riggs tester övervakas Matthews och Hoffman av Art. Matthews står på ett isblock med en kedja om halsen, och Hoffman sitter bunden i en stol med en elektrod vid sina fötter; de två befinner sig på en jämställd våg, så om Matthews snubblar, eller om isblocket smälter tillräckligt mycket, kommer han hängas, samtidigt som viktskiftningen får smältvattnet att rinna ner på Hoffman så att elektriciteten dödar honom. Vid den tredje testscenen får de två agenterna reda på att alla tre offren, och även Jill Tuck, haft Art som advokat. Efter att Perez blivit inlagd på sjukhus då en docka exploderat, blir Strahm vansinnig och förhör Jill Tuck, samtidigt som han nu är säker på att Art är medhjälparen. Jill berättar att Kramers depression berodde på hennes missfall, vilket senare gjorde att såväl äktenskapet med Jill som ett byggnadsprojekt med Art tog slut. Efter ett självmordsförsök, påbörjade John sitt arbete och satte Cecil i sin första fälla. Cecil behövde trycka ansiktet mot några knivar för att frigöra sig från den stol de band honom vid, alternativt förblöda på grund av de rakblad som skar i hans handleder underifrån. Stolen kollapsade dock och Cecil gick till attack mot John, som duckade så att Cecil föll ner i en hög med taggtråd. Strahm inser att detta "laboratorium" måste vara "Gideon Meat Factory", där (utan Strahms vetande) såväl Matthews som Hoffman hålls fångna, och dit Rigg är på väg.
Strahm ankommer till platsen kort efter Rigg, men tappar bort sig, och följer ovetandes Jeff Denlon, som han hittar i det improviserade sjukrummet från Saw III. Jeff, som tror att Strahm har att göra med att hans dotter kidnappats, viftar med en pistol åt dennes håll och kräver att få veta dotterns uppehållsort; Strahm skjuter honom i självförsvar. Rigg hittar Matthews och Hoffman, som kan bli frigjorda av Art när tiden går ut; om han trycker på knappen tidigare kommer han själv att dö. Matthews försöker varna Rigg, då han ser honom genom dörrens fönster, dock utan framgång. Matthews skjuter sedan Rigg i desperation med en pistol han fått av Art; trots det sparkar en sårad Rigg in dörren med en sekund kvar, vilken släpper ner två stora isblock som krossar Matthews huvud. Rigg skjuter ned Art, då han misstänker denne vara ansvarig för alla fällor, Art försöker förklara situationen men skjuts ihjäl av Rigg, som misstagit bandspelaren i hans hand för en pistol. Bandspelaren meddelar Rigg att han har misslyckats med det sista provet genom att han inte förstått att om han inte rusat in genom dörren och låtit tiden rinna ut så skulle alla ha överlevt. En oskadd Hoffman frigör sig från sin stol och visar sig vara Jigsaws nye lärling, och lämnar Rigg att förblöda på golvet. Han låser sedan in Strahm i sjukrummet innan han lämnar platsen. Filmen slutar där den började, med obduktionen, som visar sig ha inträffat efter händelserna i Saw IV.

## Rollista
| Tobin Bell      | – John "Jigsaw" Kramer |
| Lyriq Bent      | – Daniel Rigg          |
| Scott Patterson | – Agent Peter Strahm   |
| Athena Karkanis | – Agent Lindsey Perez  |
| Costas Mandylor | – Mark Hoffman         |
| Donnie Wahlberg | – Eric Matthews        |
| Betsy Russell   | – Jill Tuck            |
| Justin Louis    | – Art Blank            |
| Marty Adams     | – Ivan Landsness       |
| Janet Land      | – Morgan               |
| Ron Lea         | – Rex                  |
| Sarain Boylan   | – Brenda               |
| Billy Otis      | – Cecil Adams          |
| Angus Macfadyen | – Jeff Denlon          |
| Shawnee Smith   | – Amanda Young         |